# AMD K5

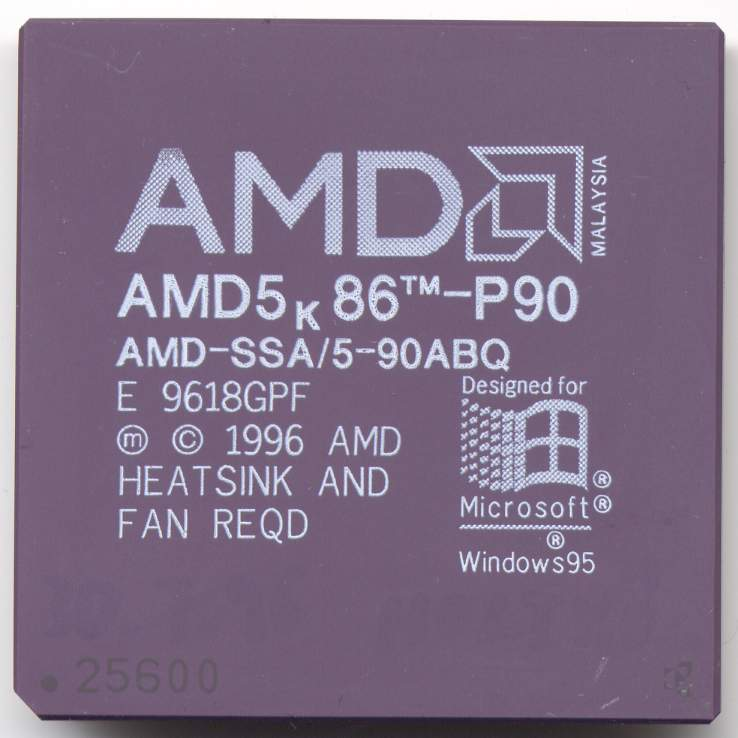
AMD 5K86-P90 (SSA/5)

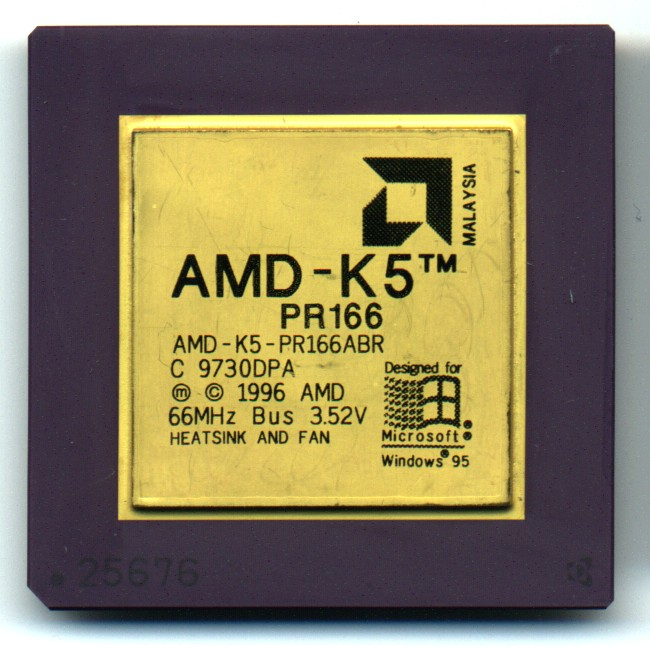
AMD K5 PR166

De K5 is een microprocessor die werd ontwikkeld door AMD om met de Pentium van Intel te concurreren. De introductie ervan was in 1996 en daarmee drie jaar na de Intel Pentium en meer dan een jaar later dan gepland. Het belangrijkste probleem was dat het voor AMD onmogelijk was de processor te produceren met de geplande kloksnelheden. Positief is wel dat de K5 over een goede x86-compatibiliteit beschikt. Alle modellen bevatten over 4,3 miljoen transistors. De K5 heeft geen ondersteuning voor MMX instructies. Dit is geïntroduceerd bij zijn opvolger, de K6.
Het ontwerp van de K5 kan beter vergeleken worden met de Pentium Pro dan met de Pentium. Het is gebaseerd op de 29k-processorarchitectuur. Aan deze architectuur, gebaseerd op de RISC, is een x86-decodeerfront-end toegevoegd.

## Belangrijkste kenmerken
- Vijf integer uitvoeringseenheden die instructies in een andere, dan aangeleverde, volgorde kunnen uitvoeren
- Éen floating point unit.
- De branch target buffer is vier keer zo groot vergeleken met die van de Pentium, maar niet nauwkeuriger
- Hernoemen van registers om de parallellisering van instructies te verbeteren.
- Speculatieve uitvoering van instructies waardoor uitvoeringseenheden minder stilvallen.
- De cache voor instructies is 16 KiB, terwijl de originele Pentium maar 8KiB had.
- The L1-cache was viervoudig set associatief tegenover de tweevoudig.

## Ontwikkeling
Het K5-project was de eerste kans voor AMD om het technologische leiderschap over te nemen van Intel, maar de uiteindelijke implementatie bleek zwak, hoewel het ontwerp gebaseerd was op goede concepten. Door AMD's beperkingen op het gebied van productie werden te lage kloksnelheden gehaald en hoewel de branch prediction unit vier keer zo groot was als die van de Pentium leverde deze geen betere prestaties. Daarnaast was de floating point unit van de K5 zwakker dan de Pentium maar wel beter dan die van de Cyrix 6x86. Doordat hij te laat op de markt kwam en doordat de prestaties lager waren dan verwacht kreeg de K5 weinig aandacht van de grote computerproducenten, die de Am486 en de latere AMD K6 wel hebben gebruikt. Alles overziend kan gesteld worden dat de chip van AMD zowel qua prestaties als financieel geen succes was.
Er zijn twee versies van de K5-processor. De SSA/5 en 5k86. Beide zijn verkocht onder de naam K5. De "SSA/5" was geklokt van 75 tot 100 MHz (5K86 P75 tot P100, later K5 PR-75 tot PR100); De "5k86" was geklokt van 90 tot 133 MHz. AMD gebruikte een PR rating, of performance rating, om de chips te labellen naar de prestaties van een Pentium en diens kloksnelheid. Daardoor kreeg een 116MHz-chip uit de tweede versie het label "K5 PR166". De als laatste verwachte PR200 is nooit officieel uitgebracht. Waarschijnlijk was dit het gevolg van de introductie van de K6 en AMD niet wilde dat beide met elkaar zouden concurreren. De K5-PR200 kwam echter wel in zeer beperkte hoeveelheden op de markt. Ook zouden veel PR200-chips verkocht zijn als PR166. Het bleek namelijk zeer makkelijk om late PR166-chips op PR200-niveau te klokken.

## Modellen

### SSA/5
- Verkocht als 5K86 voor P75 tot en met P100, later als K5 voor PR75 tot en met PR100
- 4,3 miljoen transistors in 500 of 350 nm
- L1-Cache: 8 KiB data + 16 KiB instructiecache
- Socket 5 en Socket 7
- VCore: 3,52V
- Front side bus: 50 (PR75), 60 (PR90), 66 MHz (PR100)
- Introductie: 27 maart 1996
- Kloksnelheden: 75, 90, 100 MHz

### 5k86
- Verkocht als K5 met PR120 t/m PR166 (zeer beperkt als PR 200)
- 4,3 miljoen transistors in 350 nm
- L1-Cache: 8 + 16 KiB (data + instructies)
- Socket 5 en Socket 7
- VCore: 3,52V
- Front side bus: 60 (PR120/150), 66 MHz
- Introductie: 7 oktober 1996
- Kloksnelheden: 90 (PR120), 100 (PR133), 105 (PR150), 116,6 (PR166), 133 MHz (PR200)